# Irina Lasjko
Irina Jevgenevna Lasjko (ryska: Ирина Евгеньевна Лашко), gift Irina Furler, född 25 januari 1973, är en rysk/australisk simhoppare som vann tre olympiska medaljer mellan 1992 och 2004. Hon deltog även vid OS 1988 och har under sina fyra OS representerat fyra olika nationer: Sovjetunionen 1988, Förenade laget 1992, Ryssland 1996 och Australien 2004.
Efter giftermål blev Lasjko australisk medborgare under 1999.

### Fotnoter
1. ↑  ”Irina Lashko Bio, Stats, and Results - Olympics at Sports.reference.com”. sportsreference.com. Sportsreference. Arkiverad från originalet den 18 mars 2009. https://web.archive.org/web/20090318193645/http://www.sports-reference.com/olympics/athletes/la/irina-lashko-1.html. Läst 20 oktober 2015.
2. ↑  ”Australian Olympic Committee - Irina Lashko”. corporate.olympics.com.au. Australian Olympic Committee. http://corporate.olympics.com.au/athlete/irina-lashko. Läst 20 oktober 2015.